# Renaud Donnedieu de Vabres

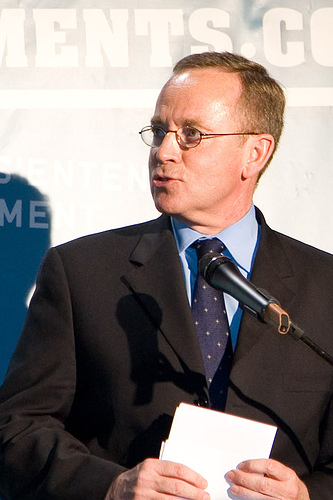
Renaud Donnedieu de Vabres im Februar 2006

Renaud Donnedieu de Vabres (* 13. März 1954 in Neuilly-sur-Seine, Hauts-de-Seine) ist ein französischer Politiker (UDF, UMP). Er war von 2004 bis 2007 Kultur- und Kommunikationsminister.

## Leben
Er ist ein Enkel von Henri Donnedieu de Vabres, der Richter bei den Nürnberger Prozessen war. Nach Abschluss der École nationale d’administration (ENA) 1980 (Abschlussklasse Voltaire, zusammen mit François Hollande, Ségolène Royal und Dominique de Villepin) nahm er eine berufliche Laufbahn in der Innenverwaltung in Angriff. Er hatte leitenden Posten, zunächst auf Ebene der Arrondissements, dann als Büroleiter des Präfekten des Départements Indre-et-Loire, Generalsekretär der Polizeiverwaltung der Region Centre-Val de Loire von 1980 bis 1981, Generalsekretär der Präfektur des Départements Alpes-de-Haute-Provence von 1981 bis 1982 und schließlich Leiter der Verwaltung des Arrondissements Château-Thierry von 1982 bis 1985.
Seine politische Laufbahn begann im Schatten François Léotards als Beauftragter innerhalb des Kulturministeriums, das dieser von 1986 bis 1988 leitete, daran anschließend als Léotards Stabschef in dessen Funktion als Vorsitzender der liberal-konservativen Parti républicain (PR). Donnedieu wurde 1990 in das Politbüro der PR aufgenommen. Parallel war er von 1986 bis 2001 Mitglied im Regionalrat des Centre, Fraktionsvorsitzender der Union pour la démocratie française (UDF; 1986–1992), Generalberichterstatter für Budgetfragen (1986–1993) und Vizepräsident des Regionalrates (1992–1998). 
Von 1993 bis 1995 folgten Ämter als Beauftragter im Verteidigungsministerium unter François Léotard als Staatsminister, später als Kabinettschef für das Parteienbündnis UDF, deren Vorsitzender Léotard von 1996 bis 1998 war. Von 1997 bis 2002 war Donnedieu de Vabres Abgeordneter des 1. Wahlkreises von Indre-et-Loire in der Nationalversammlung. Bei den Wahlen zur Bürgermeisterschaft von Tours im März 2001 als Kandidat für die Rechte aufstellen, wurde aber vom Kandidaten der Sozialisten geschlagen. Er gewann aber einen Sitz im Gemeinderat. 
Während der Kampagne für die Präsidentschaftswahlen 2002 distanzierte er sich vom Vorsitzenden der UDF, François Bayrou, um die Kandidatur Jacques Chiracs zu unterstützen, zu dessen Mitte-rechts-Sammelpartei Union pour un mouvement populaire (UMP) er anschließend übertrat. Am 7. Mai 2002 wurde er als beigeordneter Minister für Europäische Angelegenheiten (unter dem Außenminister Dominique de Villepin) in die Regierung Jean-Pierre Raffarins aufgenommen. Im Juni 2002 wurde er als Abgeordneter des Départements Indre-et-Loire wiedergewählt. Bei der anschließenden Kabinettsumbildung schied er jedoch aus der Regierung aus, da er in eine Justizaffäre um verdeckte Finanzierungspraktiken der ehemaligen Republikanischen Partei verwickelt war. Infolgedessen wurde er 2004 von der Strafkammer von Paris wegen Geldwäsche zu einer Geldstrafe von 15.000 Euro verurteilt, die ihm aber kein Verbot der Ausübung von Wahlmandaten einbrachte.
2002 wurde er stellvertretender Generalsekretär der UMP, im Jahr darauf ihr Pressesprecher. Ende März 2004 wurde er Minister für Kultur und Kommunikation der Regierung Jean-Pierre Raffarins und als solcher wurde er am 3. Juni 2005 in der Regierung von Dominique de Villepin bestätigt. Er schied im Mai 2007 aus diesem Amt aus. Bei der Parlamentswahl 2007 bewarb er sich vergeblich um ein Abgeordnetenmandat. Bei der Kommunalwahl in Tours 2008 war er Kandidat der UMP für das Bürgermeisteramt, unterlag aber mit 37,9 Prozent im zweiten Wahlgang gegen den sozialistischen Amtsinhaber Jean Germain. Während der französischen EU-Ratspräsidentschaft im zweiten Halbjahr 2008 ernannte Staatspräsident Nicolas Sarkozy ihn zum Sonderbotschafter für Kultur. Im Vorstand der UMP war Donnedieu von 2009 bis 2010 für Kultur und Kunst zuständig. Von 2009 bis 2012 war er zudem Präsident des Verwaltungsrats des französischen Tourismusverbands Atout France. Dem Stadtrat von Tours gehörte er noch bis zur Kommunalwahl 2014 an.
Während seiner Zeit im Verteidigungsministerium war Donnedieu de Vabres 1994 an der sogenannte Karatschi-Affäre um den Verkauf von U-Booten der Agosta-Klasse an Pakistan beteiligt, bei dem Schmiergelder zugunsten der Präsidentschaftskampagne von Édouard Balladur gezahlt wurden. Das Tribunal Correctionel von Paris verurteilte ihn im Juni 2020 wegen Veruntreuung von Gesellschaftsvermögen und illegaler Parteienfinanzierung zu fünf Jahren Haft (zwei davon zur Bewährung ausgesetzt) und einer Geldstrafe von 120.000 Euro.